# Scrioaștea, Teleorman
Scrioaștea este satul de reședință al comunei cu același nume din județul Teleorman, Muntenia, România. Se află în partea de vest a județului, în Câmpia Găvanu-Burdea, la NE de municipiul Roșiorii de Vede. La recensământul din 2002 avea o populație de 2.499 locuitori.